# Miriam Mandipira
Miriam Mandipira (født 1977) er en sangerinde, der specialiserer sig inden for jazz, blues, soul og gospel. Hun er født og opvokset i Zimbabwe, men har siden 2007 været bosat i Danmark. Hun har deltaget i flere album-udgivelser og vandt i 2016 prisen for Årets Danske Blues Navn ved Copenhagen Blues Festival.

## Karriere
Miriam Mandipiras første professionelle projekt var bandet Luck Street Blues, hvori hun var sangerinde fra 1995 og de næste ti år. Gruppen bestod desuden af saxofon-spiller Paul Brickhill og jazz guitarist David Ndoro, samt Pascal Makonese. Bandet opførte næsten 1000 koncerter i deres aktive år, hovedsageligt ved The Book Café, som blev skabt for at bandet havde et spillested, men som senere voksede sig til et kulturelt hovedsæde for kunstnere og aktivisme i Zimbabwe.
I 2005 flyttede hun til Sydafrika og var medlem af gruppen Strange Brews. Hun indspillede to albums, et livealbum optaget ved The Blues Room i Johannesburg og et med titlen Black and Blue, som begge kun er udgivet i Sydafrika. I april 2007 bosatte hun sig i Danmark og var på programmet ved Copenhagen Blues Festival samme år. Det gentog hun i 2008, hvor hun også var aktuel ved jazzfestivalen Jazzy Days i Tversted, Silkeborg Riverboat Jazz, dernæst Haugesund Silda Jazz i Norge, samt en del af spillestedet Mojos bidrag til Copenhagen Jazz Festival, mens hun i 2009 havde sit første samarbejde med Delta Blues Band.
I 2013 samarbejdede hun med saxofonisten Jakob Elvstrøm på nummeret Soulmama, som var hendes første digitale udgivelse. I 2014 oprettede hun gruppen "Miriam & Band of Choice", som led i Unesco International Jazz Day og opførte Shades of Spring ved Gladsaxe Jazzklub, hvor koncerten blev live-optaget. 2014 var også udgivelsesåret for debutalbummet af hendes gruppe "Miriam Mandipira & Her Danish Friends", en live-cd som markerede Mandipiras første digitale album-udgivelse, med cover-versioner af sange som Amazing Grace, I'm in the Mood for Love og Blues in the Night. Gruppen opstod i 2010 og består yderligere af Erik Sørensen, Ulrik Brohuus, Christian Søgaard og Jens Holgersen.
I 2015 udgav hun jazz-albummet Convergence. Albummet var skabt i samarbejde med Per Gade på el-guitar, Søren Frost på trommer og Kjeld Lauritsen på el-orgel. Udgivelsen indeholder coverversioner af Johnny Mercers Accentuate the Positive, Ella Fitzgeralds Comes Love og Randy Newmans I Thinks It's Going to Rain Today. Desuden indeholder det sangene Udakwa Njalo og Ntyilo, Ntyilo, som Mandipira opfører på sit modersmål, samt originalværket Breathe, hvor Mandipira er krediteret som tekstforfatter og komponist . Samme år var hun også på programmet for Copenhagen Jazz Festival, hvilket hun var igen i 2016 og 2018.
I 2016 var hun på Danmarks-turné i selskab af DR Big Bandet, Michael Carøe og Niels HP, med jule-koncerten Merry Christmas, Baby, hvor diverse danske og amerikanske julesange blev opført. Koncertturneen fortsatte det efterfølgende år med flere koncerter uden for hovedstads-området, mens Bobo Moreno deltog som solist. Ved koncerten opførte Mandipira også de traditionelle værker Skal vi klippe vore julehjerter sammen, Jeg så julemanden kysse mor og Glemmer du, Glemmer du, hvilket var en af de første gange hun sang på dansk til en koncert. I 2016 var Mandipira også aktuel på albummet Jazzin' Around Christmas der havde DR Big Bandet som hovedenavn. Mandipira medvirkede på nummeret I Pray on Christmas; en gospel-udgave af Harry Connick Jr.'s julesang fra 1993. På albummet var også Curtis Stigers, Cæcilie Norby, Lisa Nilsson og Sinne Egg. Samme år blev Mandipira tildelt prisen for Årets Danske Blues Navn ved Copenhagen Blues Festival, holdt i Amager Bio, hvilket kun markerede anden gang at en kvinde modtog prisen i festivalens historie, samtidig med at hun var den første person af afrikansk afstamning til at modtage hæderen.
I 2017 samarbejde hun med blues-musiker Troels Jensen på to album-udgivelser. Først var hun vokal på albummet My Love i selskab af bandet "Troels Jensen and The Healers". Senere samme år producerede Mandipira og Jensen albummet Careless Love, hvis udgivelse blev fejret med en lancerings-fest på Bartof Café i Frederiksberg.
I 2018 genoptog hun samarbejdet med Michael Carøe og Bobo Moreno og var fast del af Tivoli Big Band i løbet af sommeren, med programmerne Lørdagsdans og Tivoli Late Night. Moreno og Mandipira var også aktuelt i Tivoli det efterfølgende år.
I 2019 genopførte hun Shades of Spring på 5-års jubilæet for albummet, mens hun fortsat turneerede med albummet Convergence. Samme år dannede hun gruppen Miriam Mandipira & The Soul Family, hvis medlemmer tæller Sten Rasmussen, Martin Stender, Søren Skov og Thomas Fog. I oktober udgav de deres første EP, One, med coverversioner af At Last og A Sunday Kind of Love.

## Diskografi
Albums
- Shades of Spring (2014)
- Miriam Mandipira & Her Danish Friends Live (2014) - Gateway Music
- Convergence (2015) – Music Mecca
- My Love (2017) ved Troels Jensen & The Healers – Storyville Records
- Careless Love (2017) - Gateway Music

Singler
- Soulmama (2013)
- I Pray on Christmas (2016) – Storyville Records